# Mistik
Mistik är ett reservat i Kanada.   Det ligger i provinsen Saskatchewan, i den centrala delen av landet, 2 200 km väster om huvudstaden Ottawa.
I omgivningarna runt Mistik växer i huvudsak blandskog. Trakten runt Mistik är nära nog obefolkad, med mindre än två invånare per kvadratkilometer.